# Las chicas del can
Las Chicas del Can (conosciute anche come Las Can) sono un gruppo di merengue della Repubblica Dominicana caratterizzato per essere esclusivamente femminile. Formato nel 1981, alcune delle componenti nel corso del tempo sono entrate e uscite dal gruppo dalla sua fondazione. Il gruppo si sciolse nel 1999, per poi riunirsi nel 2007 fino al 2009. Due anni dopo, nel 2011, il gruppo si riunì senza alcun successo.
Las Chicas del Can realizzarono grandi successi durante gli anni 80, un gran numero dei loro brani e dischi divennero disco d'oro e platino; successi come Celoso, El Negro no puede, La Media María, Sukaina, Juana la Cubana, Culeca, Ta' Pillao, Pegando Fuego, Fiebre, Las Pequeñas Cosas e tanti altri.
Prima che il musicista e produttore dominicano Wilfrido Vargas assumesse il controllo assoluto del gruppo, lo stesso era stato fondato precedentemente dalla merenguera Belkis Concepción con il nome Las Muchachas.

## Controversie
Nel maggio del 2010 la cantante colombiana Shakira lanciò la sua canzone Waka Waka (This Time for Africa) con lo stesso ritornello del brano El Negro no puede, che Las Chicas del Can avevano registrato negli anni 80. Lo stesso ritornello appartiene originariamente al canto popolare Zangalewa, utilizzato tra i militari camerunensi e successivamente reso famoso dal gruppo Golden Sounds dello stesso paese; ciò nonostante, Vargas dichiarò che non avrebbe citata Shakira in giudizio poiché quella canzone non era sua.

## Discografia
- Belkis y Las Chicán (1982, Karen Records)
- Chicán (1985, Karen Records)
- Pegando fuego (1986, Karen Records)
- Mi general (1987, Sonotone Records)
- Caribe (1988, Sonotone Records)
- Sumbaleo (1990, Sonotone/Bomba Records)
- Juana la Cubana (1990, Bomba Records)
- Nada común (1991, TH-Rodven Records/Sonotone Records)
- Explosivo (1992, TH-Rodven Records)
- Platino (1994, Rodven Records)
- Botando chispas (1994)
- Los años dorados (1995, Karen Publishing Co.)
- Oro merenguero (1996, Rodven/PolyGram Records)
- Derramando sueños (1996, Rodven/PolyGram Records)
- Las Chicán (1997, Palma Music, Inc.)
- Nuevos remixes (1997)
- Todo éxitos (1998, Palma Music)
- Te quiero ver (1998, Pa'ti Pa'mi Records)
- Botando chispa! (1999, Palma Music)
- Caribe (1999, Palma Music)
- 17 años (2000, Palma Music)
- Lo mejor de: Las Chicas del Can (2002, Orfeón Videovox, S. A.)